# 澈丁娜拉·朋琵拉德
澈丁娜拉·朋琵拉德 （羅馬化：Chertinnara Phongpeeradej，1996年8月2日—），小名Jean，為泰國第7電視臺旗下女演員及模特兒。從GSB Gen校園之星大賽（GSB Gen Campus Star）獲得優勝後進入演藝圈，並成為東北常規代表賽的參賽者。後來，她與泰國第7電視臺簽約後，參與了許多模特和雜誌封面的拍攝工作。她因在電視劇《神秘之火》中扮演獸醫一角“Mint”而聞名（與彭沙功·託蘇萬合作）。其餘代表作還有戲劇《愛溢香氣》等。。

## 個人簡歷

### 早期生活
Jean於1996年8月2日出生於泰國孔敬府，畢業於孔敬大學的美術與應用藝術學院。

### 演藝經歷
Jean自GSB Gen校園之星大賽（GSB Gen Campus Star）獲得優勝後進入演藝圈，並被選為泰國東北區的代表，出戰東北的常規代表賽。之後與泰國第7電視台簽約，開始擔任模特工作與拍攝許多雜誌。2021年演出首部戲劇作品《神秘之火》而為人熟知。
2021年，Jean擔任了愛情喜劇《愛溢香氣》的女主角。該劇由製作公司House of Maak Co., Ltd.所製作，Jean與塔納功·斯里班宗（Hone）擔綱主演。戲劇播出後反響不錯。

## 影視作品

### 電視劇
| 首播年份 | 戲名             | 戲名   | 播放平台 | 角色             | 備註 |
| 首播年份 | 譯名             | 原文名 | 播放平台 | 角色             | 備註 |
| 2021年   | 《神秘之火》     |        | Ch7HD    | Mintra （Mint）  | 配角 |
| 2021年   | 《愛溢香氣》     |        | Ch7HD    | Rung             | 主演 |
| 2022年   | 《孕愛奇蹟》     |        | Ch7HD    | Rita             | 配角 |
| 2023年   | 《親愛的女士》   |        | Ch7HD    | Proithong        | 配角 |
| 2023年   | 《謊言中的愛》   |        | Ch7HD    | Khanittha        | 配角 |
| 待公布   | 《玩火玫瑰2024》 |        | Ch7HD    | Pattamas （Dao） | 主演 |
| 待公布   | 《田園牧女》     |        | Ch7HD    |                  | 主演 |

## 外部連結
- 澈丁娜拉·朋琵拉德於Channel 7的簡介 （页面存档备份，存于）（泰文）
- 澈丁娜拉·朋琵拉德的Instagram帳戶（泰文）